# Айос-Созоменос
Айос-Созоменос (греч. Αγιος Σωζόμενος, тур. Arpalık) — заброшенная деревня, которая находится в 25 км от Никосии, столицы Республики Кипр.

## История
Свое название место получила от святого Созомена, который жил отшельником в скале рядом.
Точное жизнеописание этого святого не очень известно, скорее всего, он прибыл паломником из Палестины, после её захвата арабами, и, будучи мрачным и любящим уединение, сделал себе жилище в скале, где прожил в аскезе до самой смерти.
Благодаря своим дарованиям — он был лекарем, лечил даже от проказы, изгонял духов — его стали называть чудотворцем.
Сейчас в этой скале вырублена маленькая церковь, которая находится в плачевном состоянии. Фрески в пещере датируются XI и XII веками, а так же есть более поздние фрески, датируемые XVI веком.
Могила святого была так же найдена в этой пещере.
Согласно записям, в начале 1800-х годов население было смешанным. Об этом косвенно «говорят» и оставшиеся здания греческой школы, двух церквей, мечети, а так же мусульманское кладбище.
В 1830 году население киприотов-турок было лишь немного выше, чем население киприотов-греков. К концу 1800-х годов численность турецкого населения значительно возросла, и в течение британского периода численность киприотов-турок неуклонно росла, а число проживающих в этом районе киприотов-греков постепенно уменьшалось.
В 1958 году киприоты-турки приняли для деревни альтернативное название Арпалык (Arpalık), что означает «место ячменя». К 1960-м годам проживавшие там киприоты-греки составляли немногим более 10 % населения.
В 1964 году начались сильные конфликты между киприотами-греками и киприотами-турками. В феврале 1964 года жители Айос-Созоменос были перемещены, как киприоты-турки, так и киприоты-греки. Таким образом к 1974 году деревня была практически покинута жителями.
Согласно статье в журнале Time, опубликованной в 1964 году, произошёл следующий инцидент: некие греко-киприоты на джипе подъехали к деревне, чтобы запустить водяную турбину для орошения соседнего поселения, но стали жертвами турко-киприотов; при этом турко-киприоты утверждали, что греко-киприоты первыми открыли огонь. В результате выстрелов были убиты два человека, ещё двое получили ранения. После того, как греко-киприоты пережили засаду, они вернулись с подкреплениями из окрестных деревень, окружавших этот район. Последовавшая битва привела к человеческим жертвам с обеих сторон. После битвы и прибытия миротворцев жители были переселены.
Во время войны 1974 года в этом районе шли ожесточенные бои. Пулевые отверстия в стенах зданий по всей деревне служат доказательством и печальным напоминанием о тех сражениях.

## Настоящее время
В настоящее время деревня полностью опустошена и разрушена. Однако на её территории есть две действующие церкви, а так же в ней часто проходят фотосессии, а так же некоторые музыкальные фестивали.
Из достопримечательностей остались:
Разрушенная готическая церковь Агиос Мамас XVI века с её внушительными арками. Она не была достроена, на данный момент сохранились её стены и аркады.
Пещера и церковь Святого Созомена
В 1987 году кипрский режиссер Паникос Хрисанту снял фильм «Деталь на Кипре» об этой деревне. Женщина со своей маленькой дочерью посещает разрушенную деревню посреди равнины. Бывшие жители деревни, киприоты-греки и киприоты-турки приходят к руинам, и каждый из них рассказывает личную историю войны. Конфликт, произошедший в 1964 году, превратил мирную смешанную деревню в пустынную местность.
Окружающая территория Айос-Созоменос включена в сеть «Природа 2000» из-за редкой системы водно-болотных угодий из русел рек Альмирос и Аликос, богатой флоры и фауны района (лисы, совы, соколы, эндемичные виды птиц, и т. д)